# Terry Locke
Terry James Locke (geb. 1946) ist ein neuseeländischer Dichter, Anthologe, Lyrikkritiker und Wissenschaftler.

## Die frühen Jahre
Terry Locke wurde in Auckland geboren und wuchs als jüngstes von drei Kindern im Vorort Sandringam auf. Er besuchte das St. Peter's College, wo er in dieselbe Klasse wie Sam Hunt ging und zwei wichtige Abschlussjahre lang von K. O. Arvidson unterrichtet wurde. 1965 besuchte Locke das Holy Name Seminary in Christchurch und begann anschließend ein Studium der Anglistik und Mathematik an der Universität Auckland, das er schließlich mit einem Doktorat in Anglistik abschloss. Seine von Wystan Curnow betreute Doktorarbeit behandelte das Thema The Antagonistic City: A Design for Urban Imagery in Seven American Poets (Die antagonistische Stadt: Ein Entwurf für urbane Bildsprache bei sieben amerikanischen Dichtern). Während dieser Zeit beteiligte er sich zusammen mit Pater Felix Donnelly an der Gründung von Youthline, einer Organisation für Lebensberatung und Selbstmord-Prävention von Jugendlichen, dessen Leiter er schließlich wurde. Später verfasste er auch eine Geschichte von Youthline. Locke engagierte sich zudem für einen atomwaffenfreien Südpazifik.

## Wissenschaftliche Laufbahn
Während seiner Promotion und danach lehrte Locke neun Jahre lang (1970–1976 und 1980–1983) am Institut für Anglistik der Universität Auckland. Vier Jahre lang war er Herausgeber des Rapport. 1971/72 war er Gastwissenschaftler an der Yale University und arbeitete dort an seiner Doktorarbeit. Nach seiner Rückkehr nach Neuseeland unterrichtete er zwölf Jahre lang an weiterführenden Schulen. Von 1997 bis 2017 arbeitete er am Institut für Kunst- und Sprachpädagogik der School of Education der Waikato Universität, wo er Englischlehrer für weiterführende Schulen ausbildete und akademische Forschungsinteressen in Bereichen wie Professionalität von Lehrern, Neue Technologien in Schulen, sowie Voraussetzungen und Möglichkeiten einer Bildungsreform für mehr soziale Gerechtigkeit verfolgte. Locke ging 2017 in den Ruhestand und wurde zum emeritierten Professor für Kunst- und Sprachpädagogik ernannt.

## Als Lyriker
Bereits als Student an der Universität Auckland arbeitete Locke mit anderen aufstrebenden Dichtern, darunter Ian Wedde, zusammen. Er selbst gab an, dass er in seiner Lyrik von William Wordsworth, T. S. Eliot, William Carlos Williams, Wallace Stevens, Charles Olson, Robert Duncan, Denise Levertov und William Stafford beeinflusst wurde. Emily Dickinson ist seine Lieblingsdichterin, doch habe sie seine Lyrik nicht direkt beeinflusst. Seine frühen Gedichte wurden in Landfall und anderen neuseeländischen Literatur-Zeitschriften veröffentlicht. Einige davon wurden in seinem ersten Gedichtband After a Life in the Provinces (1983) erneut veröffentlicht.
Sein Zuhause in einer alten Villa in Kingsland diente als Schauplatz für seinen zweiten Gedichtband Home Territory (Lindon, 1984). Lockes dritter Gedichtband Maketu (über Phillip Tapsell) wurde 2003 veröffentlicht, seine vierte Sammlung Ranging around the zero erschien 2015, gefolgt von Tending the Landscape of the Heart (2019). Locke war Herausgeber oder Mitherausgeber von drei Anhologien neuseeländischer Lyrik.

## Persönliches
Locke lebt mit seiner Frau im Ngongotāha Valley in der Nähe Rotoruas, wo sich monatlich auch eine Lyrik Gruppe in seinem Haus trifft. Er ist dort als Förderer und Netzwerker für die lokale und nationale Lyrikszene weiterhin aktiv.

## Lyrik Sammlungen
After a Life in the Provinces (Nach einem Leben in der Provinz)
Die Gedichte in Lockes erstem Gedichtband sind von persönlichen und familiären Belangen geprägt (zum Beispiel in „Child of Mine“, „Poem for Barry at the Age of Two“ und „Surrogate Lover“). Dies wird in dem namengebenden Text „Nach einem Leben in der Provinz“ auch theoretisch aufgearbeitet, in dem Locke seine Vergangenheit, seine religiösen Anschauungen, seine Beziehung zu seiner Frau und sein häusliches Umfeld mit Betrachtungen zur Poesie verwebt: „Wenn sie nicht mit Gegenwart beschäftigt ist, muss die Poesie fortgesetzt nach einer Vergangenheit tasten, die sie unmittelbar spürt. Eine Wahrnehmung muss zur nächsten führen. Darin muss Staub verwandelt werden.“ In diesem Gedicht wird auch Walt Whitman aus „Song of Myself“ zitiert: „Nachdem ich die Schichten durchforstet, bis aufs Haar analysiert, mit Ärzten beraten und genau berechnet habe, finde ich kein süßeres Fett als das, das an meinen eigenen Knochen klebt.“ Locke antwortet darauf lapidar: "So einfach ist das, oder?"
Viele der Gedichte haben spezifische neuseeländische Schauplätze, die dem Dichter vertraut sind, wie beispielsweise "Near the Waiohini River Bridge It Happens" und "Mangaweka". Das Gedicht "Demonstration" behandelt die Unruhen in Auckland am Samstag, dem 5. September 1981 während der Springboks-Tour, die sich in der Gegend um Eden Park in Auckland ereigneten. Das Gedicht "Reply to Baxter" ist eine Auseinandersetzung mit einigen gesellschaftlichen Ansichten von James K. Baxter, die in seinem Gedicht "Pig Island Letters" zum Ausdruck kommen.

### Home Territory
Lockes zweiter Gedichtband enthält zwei Gedichtfolgen mit den Titeln: „Das Motel“ (vier Teile) und das deutlich längere „Home Territory“ („Heimatgebiet“) (45 Teile). Beide Gedichtbereiche umfassen Beziehungs- und Liebeslyrik, insbesondere von Lockes Beziehung zu seiner Frau, ihrer Schwangerschaft und der späteren Geburt ihrer Tochter.
Maketu
Lockes dritter Gedichtband ist eine längere Abfolge von Gedichten über Phillip Tapsell (auch bekannt als „Philip Tapsell“), einer Figur aus der neuseeländischen Geschichte des frühen 19. Jahrhunderts, die „zugleich romantisch, quälend unzugänglich und bedeutsam“ ist. Die Gedichte dokumentieren den Prozess der Entdeckung von Tapsell (Gespräche mit Nachkommen und anderen, Lesen von Dokumenten und deren „akademischen Interpretationen“ sowie Schreiben von Briefen) und rekonstruieren das Leben von Tapsell und Hineiturama, eines weiblichen Häuptlings des māorischen Te Arawa Stammes, die 1833 seine Frau wurde. Die Gedichte sind in unterschiedlichen genrespezifischen Stilen verfasst. Allen gemeinsam ist das bildhafte Symbol des Sprungbretts als Metapher für das Eintauchen in eine historische Zeit und den Prozess der Auseinandersetzung damit.
Die Gedichte beziehen sich insbesondere auf das Boyd-Massaker von 1809. Tapsell war an der Vergeltung gegen das betroffene Māori-Iwi Ngā Puhi beteiligt, was zu den Hauptgedichten "The Ballad of the good ship Boyd", "The Retribution" und ""The Shadow" führte, einer Beschreibung und Betrachtung von Tapsells erster Ehe mit Maria Ringa, einer Ngā Puhi-Frau, sowie seiner zweiten Ehe mit einer anderen Ngā Puhi-Frau, die von Samuel Marsden feierlich geschlossen wurde und ebenfalls schnell mit ihrem Tod endete. Auf die späteren Erlebnis se von Tapsell und Hineiturama (die 1841 von Bischof Pompallier offiziell getraut wurden) wird in den Gedichten „The Revenger's tragedy“ und „The artefact“ Bezug genommen.
Die Sequenz bezieht sich im Titel auf den Ort Maketu, wo Locke zum ersten Mal von Tapsell erfuhr: „Der Tag war schön. Der Kaituna River wirbelte ruhig seewärts. Das alte Sprungbrett lag still. Nahe dem Denkmal stand eine alte Kanone, und am Sockel der Kanone war eine Gedenktafel mit dem Namen Philip Tapsell angebracht“. Die Gedichte sind reich an Bezügen zu so unterschiedlichen historischen Figuren wie William Shakespeare, Kopernikus und Pocahontas.

## Veröffentlichungen (Auswahl)
Gedichte
- After a Life in the Provinces: Poems 1975–1982, Auckland West: Lindon 1983.
- Home Territory, Auckland West: Lindon, 1984.
- Maketu, Wellington: HeadworX, 2003.
- Ranging around the zero, Steele Roberts, Wellington, 2016; retrieved 11 August 2016.
- White Feathers: An Anthology of New Zealand and Pacific Island Poetry on the Theme of Peace, Christchurch: Hazard Press, 1991 (with Peter Low and John Winslade).
- Doors: A Contemporary New Zealand Poetry Selection, Hamilton: Leaders Press, 2000.
- Jewels in the Water: Contemporary New Zealand Poetry for Younger Readers, Hamilton: Leaders Press, 2000.